# Mae Ngon
Mae Ngon (Thailandese: แม่งอน) è un tambon (sottodistretto) del distretto di Fang, nella provincia di Chiang Mai, Thailandia. Nel 2005 aveva una popolazione totale di 17.715 abitanti. Il tambon è formato da 18 muban (villaggi).